# 拉里·霍夫
拉里·霍夫（英語：Larry Hough，1944年4月4日—），美国男子赛艇运动员。他曾代表美国参加1968年和1972年夏季奥林匹克运动会赛艇比赛，其中1968年奥运会获得一枚银牌。